# Sbarramento di Braies
Lo sbarramento di Braies (in tedesco Sperre Prags) è uno degli sbarramenti del XV settore di copertura Pusteria, che si erge nel territorio comunale di Braies, nelle vicinanze del lago di Braies (ted. Pragser Wildsee), in alta Val Pusteria. Questo sbarramento è uno dei diversi sbarramenti che vanno a comporre il vallo alpino in Alto Adige.

## Storia

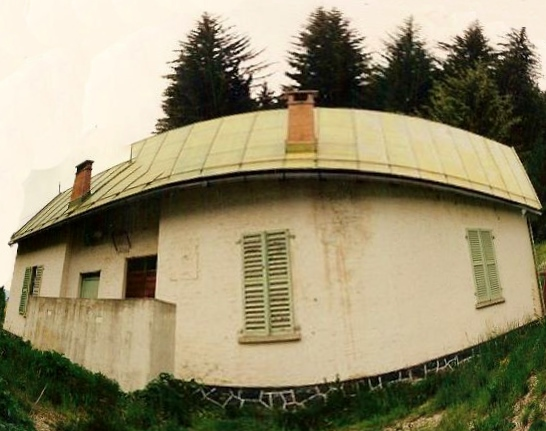
La casermetta degli Alpini d'arresto

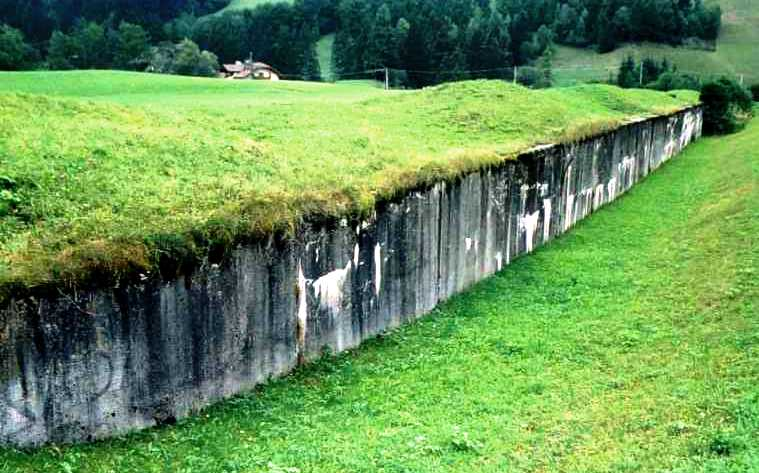
Il fossato anticarro dello sbarramento di Braies

Lo sbarramento difensivo di Braies è posto tra il rio Stolla (ted. Stolla-Bach) e il rio Braies (ted. Pragser Bach). Doveva proteggere la zona da possibili invasioni nemiche dal nord, e anche ad impedire che tali invasori aggirassero gli sbarramenti della val di Landro, mediante l'attraversamento della valle di Specie (ted. Seelandtal). Tale sbarramento rientrava nel II sistema difensivo, che proveniva dallo sbarramento di Perca.
Alla fine del 1939 l'iniziale progetto venne sostituito da uno nuovo, che seguiva le regole della nuova circolare 15000. Tale soluzione prevedeva la costruzione di 8 opere difensive in grado di resistere ai grandi calibri, di cui 4 costruite con calcestruzzo e altre 4 scavate nella roccia. A novembre 1940 solamente 3 opere di quelle progettate in calcestruzzo erano ultimate, ma senza i loro allestimenti interni, ne armamenti. A settembre 1942 l'altra opera in calcestruzzo (Opera 1), assieme ad altre 2 opere in caverna erano in fase di costruzione. Rimanevano sulla carta l'opera 7 e l'opera 8, con un armamento previsto di due sezioni da 75/27.
Dopo la riattivazione in ambito NATO, allo sbarramento composto di 2 opere, è stato dato il nome in codice Bacco. Lo sbarramento aveva assegnati: 6 ufficiali, 10 sottufficiali e 100 soldati di truppa, per un totale di 116 uomini. Questi alloggiavano nella casermetta posta in posizione arretrata, poco più a nord dell'opera 6, appena fuori dal bosco. Ad oggi risulta una restaurata villetta. Le opere riattivate erano l'opera 1 e la 2.

## Fossato anticarro
Venne costruito un fossato anticarro tra il rio Braies e la strada principale della vallata, sopra la quale si pensava ad uno sbarramento con corde metalliche.
Il fossato era tenuto sotto controllo dai cannoni anticarro delle opere 1 e 2.
Oggigiorno tale fossato non è più distinguibile.

## Tabella delle opere dello sbarramento
|         | Tipo       | Fuc. MTR | MTR | Cann A.C. | Cannoni 75/27 | Osserv. | Mortai |
| ------- | ---------- | -------- | --- | --------- | ------------- | ------- | ------ |
| Opera 1 | Grande CLS | -        | 4   | 1         | -             | -       | 1      |
| Opera 2 | Media CLS  | -        | 3   | 1         | -             | -       | -      |
| Opera 3 | Media CLS  | -        | 4   | -         | -             | -       | -      |
| Opera 4 | Media CLS  | -        | 4   | -         | -             | -       | -      |
| Opera 5 | Media CAV  | -        | 4   | -         | -             | -       | -      |
| Opera 6 | Media CAV  | -        | 4   | -         | -             | -       | -      |
| Totale  | 6          | -        | 23  | 2         | -             | -       | 1      |

L'opera 6 è quella di comando allo sbarramento.

## Descrizione delle opere dello sbarramento

### Opera 1
- Come raggiungere l'opera:

L'opera si trova sul fianco occidentale della valle di Braies. È facilmente raggiungibile partendo dal campo da calcio dirigendosi a nord lungo la stradina. Quando questa arriva ad una biforcazione, a sinistra continua, mentre a destra prosegue con un piccolo ponte di legno. In mezzo si trova invece una casa dove a destra di questa sale un vecchio sentiero; a destra del sentiero, nascosta tra gli alberi si trova l'opera.
- Caratteristiche:

L'opera è grande, ed è stata costruita in calcestruzzo, su due piani dove quello superiore è utilizzato per le sole postazioni da difesa, inizialmente previste 4 mitragliatrici, ma poi modificate in 2 mitragliatrici e 2 cannoni anticarro. L'opera era inizialmente progettata con una postazione per il mortaio. Qui l'opera presenta inoltre due caponiere ai lati dell'opera.
Al suo interno, nel piano inferiore, si trovano due camerate parallele, 6 vasche per l'acqua che conducono ad altri locali.
Gli ingressi sono uno al piano inferiore e l'altro al piano superiore. Quest'opera era raggiunta dal fossato anticarro che si congiungeva con l'opera 2.
- Nome in codice (in ambito NATO): Gaeta
- Armamento previsto:

4 mitragliatrici, 1 cannone anticarro, 1 mortaio
- Armamento effettivo:

2 mitragliatrici e 2 cannoni anticarro
- Ingressi:

L'opera ha 2 ingressi
- Dati relativi a giugno 2014
- Coordinate geografiche: 46°43′30.01″N 12°08′10.87″E

### Opera 2
- Come raggiungere l'opera:

L'opera è al margine della strada che porta al bivio principale della vallata, che divide la strada della val di Braies, una che raggiunge il lago, e l'altra che prosegue verso Ponticello. Poco prima del bivio, a est, nascosta dietro ad alcune fila di alberi, si trova l'opera.
- Caratteristiche:

L'opera è di media grandezza, costruita in calcestruzzo. Sulla sua sommità presenta una caponiera di difesa per il suo ingresso principale, e allo stesso tempo, un secondo ingresso che dà sul tetto dell'opera. L'opera è disposta su due piani.
- Nome in codice (in ambito NATO): Mirto
- Armamento previsto:

3 mitragliatrici, 1 cannone anticarro
- Ingressi:

L'opera ha 2 ingressi
- Dati relativi a gennaio 2011
- Coordinate geografiche: 46°43′22.2″N 12°08′24.68″E

### Opera 3
- Come raggiungere l'opera:

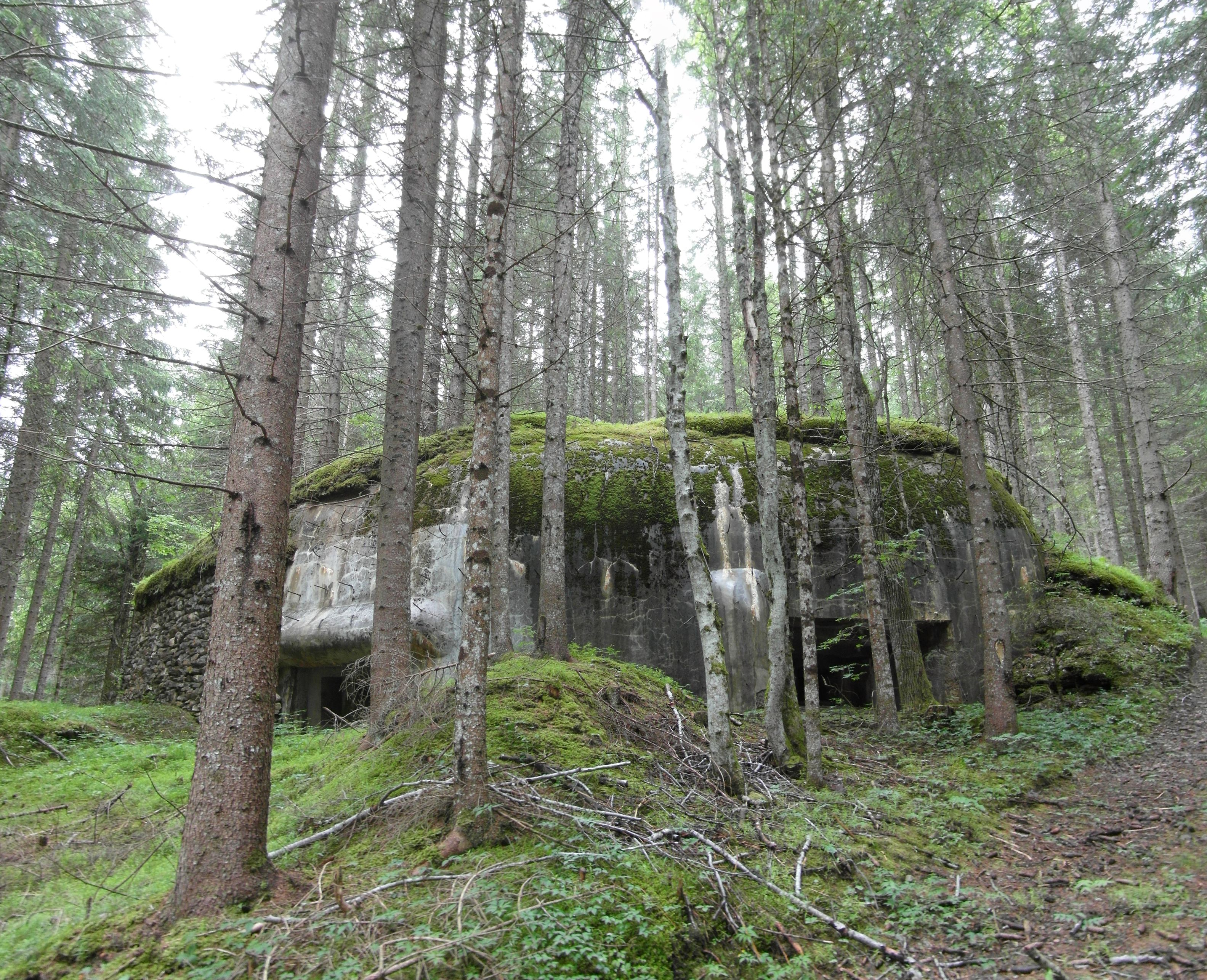
L'opera 3

L'opera si trova a quota 1250 metri s.l.m., a sud-est della località di Ferrara (Schmieden). La sua locazione è facile da individuare dall'opera 4, in quanto questa presenta un tunnel per le trasmissioni della fotofonica con quest'opera. L'opera si trova ai margini del boschetto, leggermente rialzata.
- Caratteristiche:

L'opera è di media grandezza, costruita in calcestruzzo. È ben mimetizzata in mezzo al bosco e le sue pareti esterne sono mimetizzate con una fitta copertura di massi. L'opera è disposta su due livelli, dove quello inferiore è quasi sempre allagato; per tale motivo al piano rialzato sono presenti diverse passerelle in legno per poter agevolare il passaggio nei locali allagati.
Uno degli ingressi si presenta in parte franato, ma subito conduce a sinistra a tre turche e quindi al secondo ingresso. Proseguendo a destra invece si raggiunge il locale dove è presente il tunnel della stazione per fotofonica. Dopodiché si trova una torre dove probabilmente doveva essere installata una torretta.
- Armamento previsto:

4 mitragliatrici.
- Ingressi:

L'opera ha 2 ingressi
- Dati relativi a giugno 2014
- Coordinate geografiche: 46°43′00.52″N 12°08′09.06″E

### Opera 4

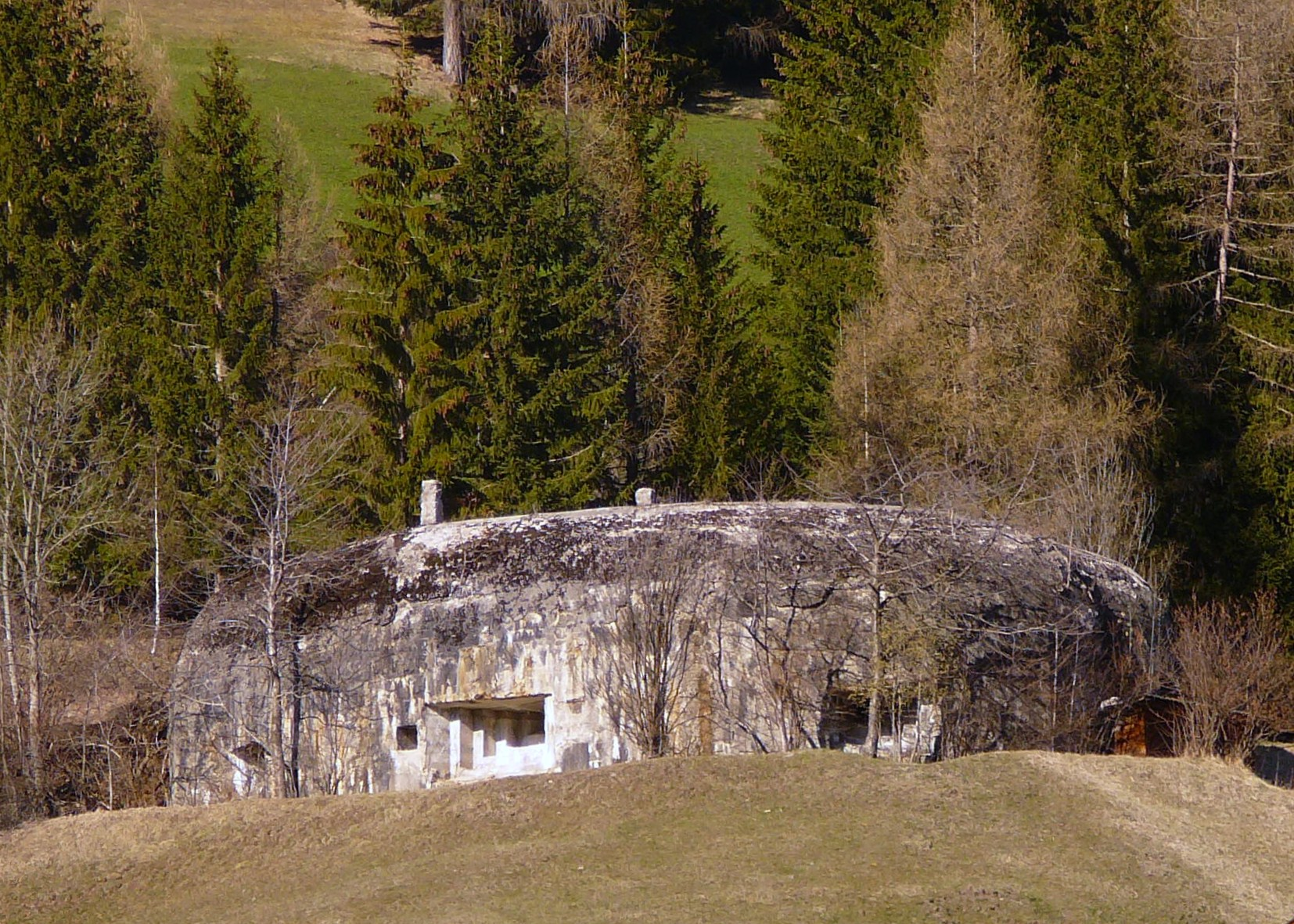
L'opera 4

- Come raggiungere l'opera:

Giunti al bivio tra il lago di Braies e Ponticello (Brückele) - Prato Piazza, si nota come quest'opera domina l'intera vallata dall'alto, a est.
- Caratteristiche:

È un'opera totalmente scoperta, dato che non è stata interrata o camuffata con la vegetazione. L'opera è su due piani, di cui il piano inferiore è spesso allagato. Da quest'opera è possibile localizzare l'opera 3, guardando attraverso i fori della fotofonica, accanto ad una delle sue feritoie.
- Armamento previsto:

4 mitragliatrici
- Ingressi:

L'opera ha 2 ingressi, di cui uno murato
- Dati relativi a gennaio 2011
- Coordinate geografiche: 46°43′11.17″N 12°08′30.25″E

### Opera 5
- Caratteristiche:

L'opera è di media grandezza, e ne era prevista la sua costruzione scavata in una caverna. Purtroppo, così come l'opera 6, è solamente allo stato grezzo, completa solo nello scavo.
- Armamento previsto:

4 mitragliatrici.
- Ingressi:

L'opera ha 1 ingresso
- Coordinate geografiche: 46°42′46.38″N 12°08′24.63″E

### Opera 6
- Come raggiungere l'opera:

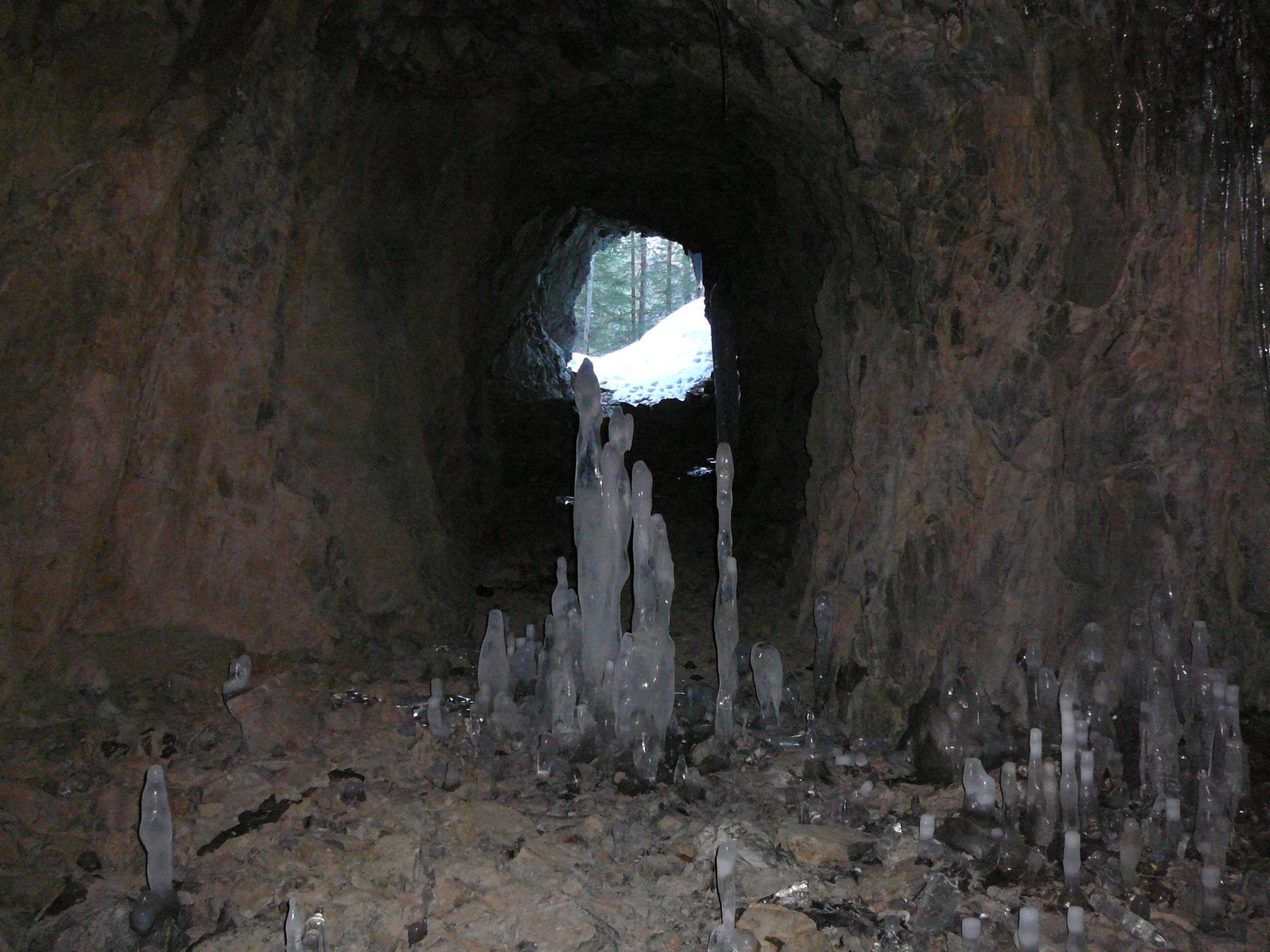
L'ingresso dell'opera 6

L'opera si trova a sud della frazione di Braies di Fuori (Außerprags). Risalendo la strada, sulla destra si trova la Pension Turmchalet, e sulla destra altre poche case. Dietro queste case parte una strada militare che risale il bosco. Qui si scorge un buco, che rappresenta l'ingresso inconcluso dell'opera 6.
- Caratteristiche:

L'opera è di media grandezza, costruita in caverna. Questa si presenta totalmente allo stato grezzo, completa solo nello scavo.
- Armamento previsto:

4 mitragliatrici.
- Ingressi:

L'opera ha almeno 1 ingresso agibile
- Dati relativi a gennaio 2011
- Coordinate geografiche: 46°42′54.56″N 12°08′49.66″E